# Zupus (Mondkrater)
Zupus ist der lavagefüllte Überrest eines Mondkraters. Er liegt an einem südwestlichen Ausläufer des Oceanus Procellarum, nordwestlich des Mare Humorum. Ein System von schwach ausgeprägten Rillen mit der Bezeichnung Rimae Zupus schließen sich im Nordwesten an.
Von der ursprünglichen Erscheinung ist nur wenig erhalten und der Kraterrand ist niedrig und unregelmäßig, so dass eher der Eindruck eines Tales als eines Kraters erweckt wird. Der Ostrand wird durch den Krater Zupus S unterbrochen. Das Material, das den Boden des Kraters bedeckt, hat einen dunkleren Farbton als die Umgebung, so dass das Gebilde von einem Beobachter relativ leicht zu lokalisieren ist.
| Buchstabe | Position           | Durchmesser | Link |
| --------- | ------------------ | ----------- | ---- |
| A         | 17,24° S, 53,54° W | 6 km        |      |
| B         | 17,61° S, 54,51° W | 6 km        |      |
| C         | 17,33° S, 55,17° W | 21 km       |      |
| D         | 19,73° S, 53,54° W | 19 km       |      |
| F         | 17,34° S, 54,05° W | 3 km        |      |
| K         | 15,83° S, 52,24° W | 15 km       |      |
| S         | 16,95° S, 51,32° W | 25 km       |      |
| V         | 18,23° S, 56,4° W  | 6 km        |      |
| X         | 18,91° S, 54,98° W | 5 km        |      |
| Y         | 17,45° S, 49,71° W | 4 km        |      |
| Z         | 18,24° S, 50,33° W | 4 km        |      |